# Raccordo a T

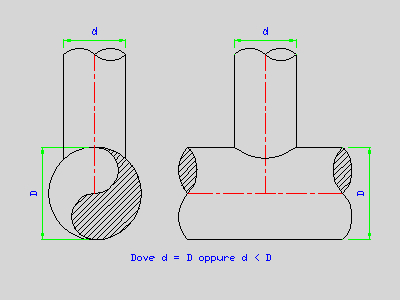
Tee (idraulica)

In idraulica, un raccordo a T, o in inglese tee (/ˈtiː/), è un elemento di tubazione avente tre porte. Il nome deriva dalla configurazione più semplice, in cui due porte sono sulla stessa linea, mentre la terza è su di un asse ruotato di 90° rispetto alla linea precedente. Il raccordo a T realizza una confluenza di due flussi in uno solo o la partizione di un flusso in due distinti.

## Fabbricazione
I raccordi a T possono essere ottenuti in vari modi:
- Mediante stampaggio a caldo o freddo.
- Stampato in 2 metà e successivamente unito tramite saldatura (usato principalmente con acciaio inox)
- Mediante tracciatura usato sia in idraulica che in aeraulica sui sistemi di condotti aria e fumi.